# Monika Helbig (Politikerin)
Monika Helbig (* 28. August 1953 in West-Berlin) ist eine deutsche Politikerin (SPD). Sie war von 1999 bis 2001 Mitglied des Abgeordnetenhauses und von 2002 bis 2011 Staatssekretärin des Landes Berlin.

## Biografie
Monika Helbig absolvierte nach dem Realschulabschluss eine Ausbildung im Berliner Verwaltungsdienst und war bis 1981 in der Berliner Verwaltung tätig. Nach Ablegung des Fachabiturs studierte sie bis 1984 an der Fachhochschule für Verwaltung und Rechtspflege Berlin.  Mit dem Abschluss als Diplom-Verwaltungswirtin wechselte sie zur  Betriebskrankenkasse Berlin, dann 1989 in die Senatsverwaltung. Ab 1997 bis zu ihrer Ernennung zur Staatssekretärin war sie Kanzlerin der Evangelischen Fachhochschule Berlin.

## Politik
Helbig trat 1973 in die SPD ein. Für ihre Partei gehörte sie von 1985 bis 1999 der Bezirksverordnetenversammlung des Berliner Bezirks Spandau an, danach bis 2001 dem  Abgeordnetenhaus von Berlin.
Unter dem Senat Wowereit II wurde sie 2002 Staatssekretärin und Bevollmächtigte beim Bund und Europabeauftragte des Landes Berlin. Ab 2007 war sie zudem Beauftragte für das Bürgerschaftliche Engagement. Nach Barbara Kisselers Wechsel in den Hamburger Senat übernahm Helbig ab dem 21. März 2011 zusätzlich die Leitung der Senatskanzlei. Nach der Neubildung des Berliner Senates ging Helbig im Dezember 2011 in den Ruhestand. Ihr Nachfolger als Chef der Senatskanzlei wurde Björn Böhning, als Bevollmächtigte beim Bund folgte ihr Hella Dunger-Löper.